# بقيات قاتلة
بق لثام أو بقيات قاتلة أو الرضوفيات أو البق مخروطي الأنف أو بق غائل أو فصيلة ريديوفييدي (الاسم العلمي: Reduviidae) (من الجنس الذي يحمل اسمها، الرضوفيات المشتقة من الكلمةاللاتينية reduvia التي تعني الساف أو البقية)، هي عبارة عن توزيعة كبيرة فصيلة من الحشرات الضارة في رتيبة متغايرات الأجنحة. تشمل قاتل الحشرات ( الجنس يشمل ميلانوليستيس (Melanolestes)، بلاتيميريس (Platymeris)، بسيليوبوس (Pselliopus)، راساهوس (Rasahus)، ريدوفيوس (Reduvius)، ريجينيا (Rhiginia)، سينا (Sinea)، ترياتوم (Triatoma)، وزيلوس) (Zelus)، عجلة البق (آرليس كريستاتيوس) (Arilus cristatus)، والحشرات ذات الأرجل (الفصيلة إميسينا (Emesinae)، تشتمل على الجنس إيميسايا (Emesaya)). هناك 7000 نوع في الأجمال، مما يجعلها واحدة من أكبر الأسر في نصفيات الجناح (Hemiptera).

## الخصائص الجسدية

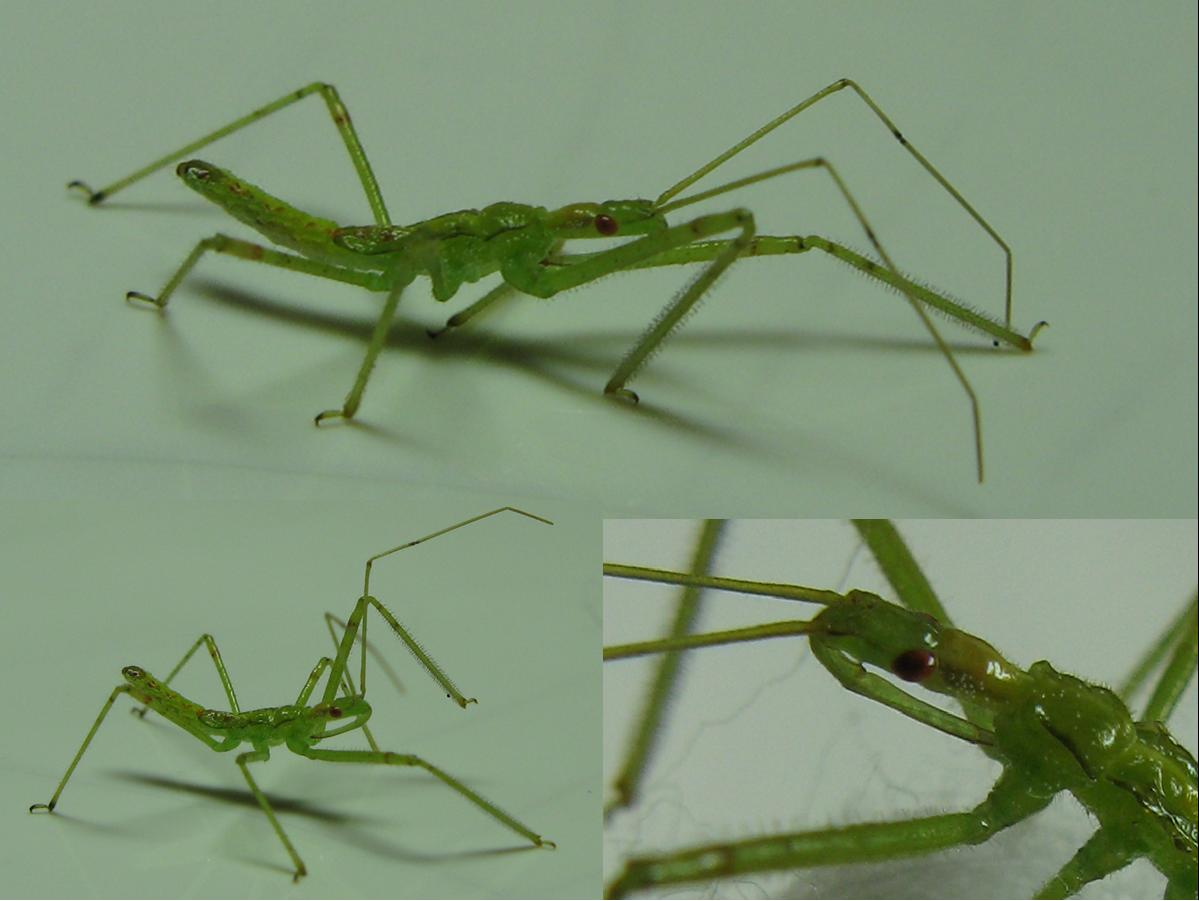
زيلوس (Zelus) جنس لحشرة في الطور الانتقالي موجودة في شمال الولايات المتحدة.

يتراوح طول الحشرات اليافعة من 4 - 40 مليمتر. تتكون الأنواع الأكثر شيوعًا من رأس ممدودة برقبة ضيقة متميزة، وسيقان طويلة وبارزة وأنبوبة تغذية مجزأة ( المنقار). معظم الأنواع داكنة اللون مع بعض الأشكال البنية أو السوداء أو الحمراء أو البرتقالية. أهم الصفات البارزة للأسرة هي طرف المنقار الذي يلائم الأخدود في البروسترنوم (prosternum) في سلاسل الجبال هناك حيث يوجد (ستريدليتروم) (stridulitrum) لإنتاج الصوت، وغالبًا ما تستخدم كأسلوب لتخويف الحيوانات. إذا استمر أي مخلوق في مضايقتهم، يمكنها استخدام المنقار لتوجيه لدغة مؤلمة ذات أخطار طبية جسيمة. يحتوي لعاب هذا النوع الرضوفي ريهينكوريس مارجيناتيس (Rhynocoris marginatus) وكاتاميروس بريفيبينيس (Catamirus brevipennis) (الجزئي) على نشاط مقاوم للبكتريا المسببة تجاه جراثيم البكتريا الضارة المسببة للأمراض البشرية (إشيريشيا كولاي، الزائفة الزنجارية، المتقلبة الاعتيادية، سالمونيلا تايفيموريوم) وجرثومة واحدة ايجابية (العقدية المقيحة).

## التغذية

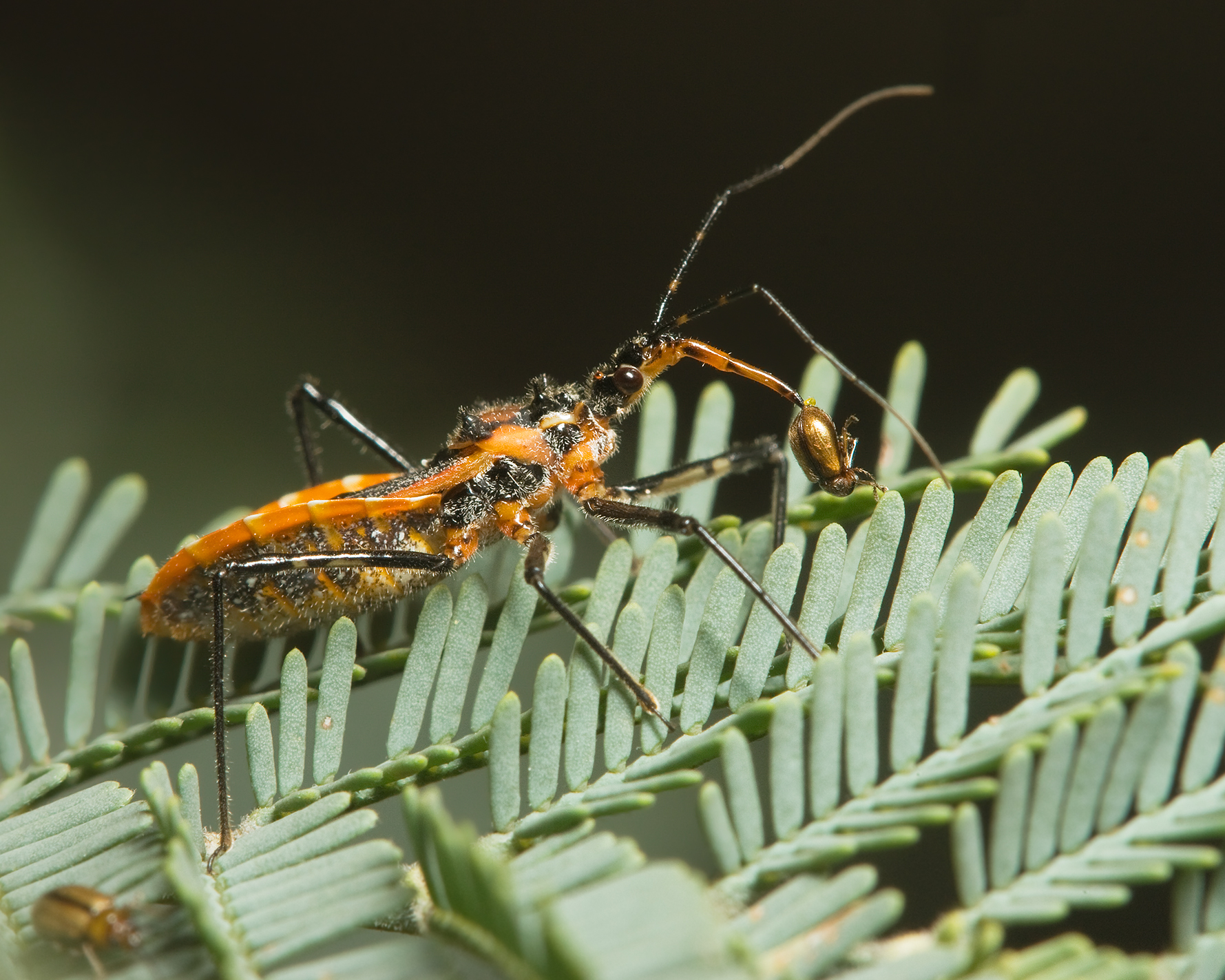
عضو قاتل الحشرات (جيمينيتس أوستيراليس) (Gminatus australis) يتغذى على الخنفساء

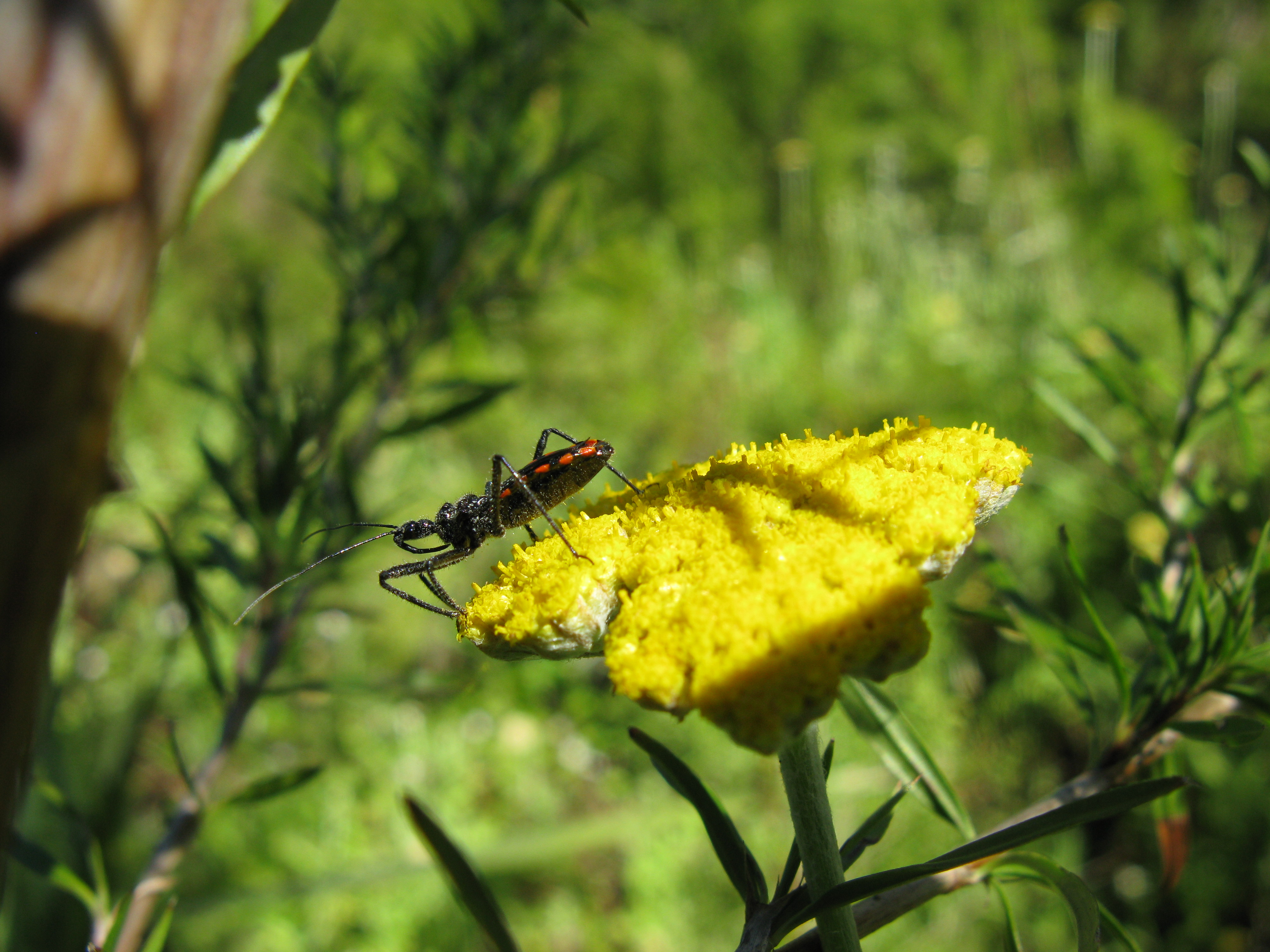
ريهنكوريس (Rhinocoris) - بريداشيوس (Predacious) زهرة قاتل الحشرات في جنوب أفريقيا. قد تقوم باللدغ عند التعامل معها دون مبالاة؛ يستمر الآلم الناتج عن اللدغة لعدة شهور.

تستخدم الرضوفيات الضارة المنقار الطويل لحقن اللعاب الضار الذي يسيل داخل الفريسة الذي تمتصه فيما بعد. يحتوي اللعاب على إنزيمات تدمر الأنسجة حين ابتلاعها. يشار إلى هذه العملية على أنها هضم خارج الفم بوجه عام أو (EOD). The saliva is commonly effective at killing prey substantially larger than the bug itself.
تحتوي سيقان بعض الرضوفيات على مناطق مغطاة بالشعيرات الصغيرة جدا التي تساعد في الإمساك بالفريسة عند القيام بعملية التغذية. بعض الأعضاء الآخرين في الفصيلة فايماتينيا (Phymatinae) على وجه الخصوص، لديها أرجل أمامية تشبه الموجودة في فرس النبي (Mantidae) وتقوم بمسك فريستها بنفس طريقة المانتيدا.
كأي حشرة في الطور الانتقالي تغطي بعض الأنواع نفسها وتقوم بعمل تمويه بالحطام أو بقايا الحشرات الميتة التي تمثل لها أداة تمويه فعالة. تمثل أطوار الحشرات في طورها الأنتقالي من نوع أكانساساسبيس بيديستريس (Acanthaspis pedestris) أحد الأمثلة الجيدة لهذا السلوك حيث يحدث ذلك في تامل نادو (Tamil Nadu) في الهند. يعد بيرسوناتيوس الرضوفيات (personatus)، أحد الأنواع المعروفة جيدًا والمعروف باسمالصائد الملثم لعادته الخاصة بدفن نفسه في التراب. تميل بعض الأنواع في نظام الغذائي إلى أكل الآفات مثل الصراصير أو بق الفراش وهي مشهورة في المناطق التي تمثل مصدر رزق للصائدين. يعد بيرسوناتيوس الرضوفيات مثال على الأنواع الحشرات التي يربيها بعض الأشخاص ويستخدموها بغرض مكافحة الآفات. تُربى بعض الفصائل من قاتلي الحشرات لصيد بعض الأنواع من الفرائس. على سبيل المثال، قاتل الحشرات الأب (Holoptilinae) التي تتغذى على النمل الأبيض وتأكل إكتريشوديني (Ectrichodiinae) الديدان الأليفة.
تجرى بعض الأبحاث عن طبيعة سم الرضوفيات المعينة. يظهر لعاب ريهينوكوريس مارجيناتيس (Rhynocoris marginatus) بعض النشاطات الحشرية في المختبر لاختبار بعض آفات الليبتوبيتر. تشمل التأثيرات الحد من استهلاك الطعام والاندماج والاستفادة من ذلك. أثرت العوامل المضادة للتجميع أيضًا على تجميع وتنقل البوائغ
تمتص بعض الأنواع الدماء بدلاً من الحيوانات المفترسة، وبذلك لا تكون محل ترحيب. أنواع تراياتوما (Triatoma) والأنواع الأخرى من الفصيلة التراياتومنية، مثل أنواع الروهديوس (Rhodnius)، بانسترونجليس مجيستيس (Panstrongylus megistus) وبارتيرياتاما هيرستيا (Paratriatoma hirsuta)، المشهورة بمقبلة الحشرات لأنها تميل للدغ البشر أثناء نومهم في الأنسخة الرخوة حول الشفتين والعينين. أخطر المشاكل التي تنتج عن آثار لدغاتهم هي في واقع الأمر التي تحدث كثيرًا نتيجة ابتلاع الدم خاصة في الأنواع الموجودة في أمريكا الوسطى والشمالية التي توجها لدغتها القاتلة ب المثقبيات داءالمثقبيات الأمريكي (American trypanosomiasis).

## تطور السلالات
يستند التصنيف الحالي على الخواص المرفولوجية. يستند التحليل الأولي الأضعف على البيانات الجزيئية (ريبوسوم الميتوكوندريا والنووية دي إن أيه DNA) الذي نشر في عام 2009 واستدعت التشكيك في أحاديات النمط لبعض المجموعات الحالية، مثل الالإميسينا. (Emesinae).